# ポゼッサー
『ポゼッサー』（Possessor）は2020年のイギリス・カナダのホラー映画。監督はブランドン・クローネンバーグ、出演はアンドレア・ライズボローとクリストファー・アボットなど。他人の脳と体に入り込み、遠隔操作で計画殺人を実行する女性暗殺者が、他人との同期にズレが生じて機能不全を起こすようになるさまを描いている。

## ストーリー
ターシャ・ヴォスはプロの殺し屋であった。彼女が所属する組織が使う殺害手法は、特殊な装置を使って別人の肉体に意識を転送し、その人物を操って標的を殺すというものであった。ターシャの殺し屋としての技量は一級品だったが、罪悪感が彼女を苦しめていた。疎遠になっていた夫（マイケル）や息子（アイラ）との関係を修復しようにも、そんな精神状態ではどうにもならなかった。
ある日、ターシャは上司のガーダーからIT企業の社長（ジョン）とその娘（エヴァ）を暗殺するよう命じられる。組織はエヴァの恋人のコリンを拉致して彼の肉体にターシャの意識を転送する。エヴァはいつもと違うコリンに違和感を覚えるが、ターシャはごまかす。計画に則り仕事を終えたターシャだが、コリンの意識が突然覚醒し肉体のコントロールを奪還、ターシャはコリンからの「脱出」に失敗する。エヴァは死亡するも、ジョンは一命を取り止める。
状況を理解できないまま、コリンは友人であるリータの部屋に逃げ込む。混濁した記憶と意識の中でコリンは、シャワーを浴びていたリータを殺害、ターシャの援護のために部屋へやって来た組織の人間であるエディも殺害する。自分の中にターシャがいることに気づいたコリンは、彼女の記憶に触れたことで知ったマイケルとアイラの家へ向かう。
マイケルに銃を向け、ターシャの居所を聞き出そうとするコリンだったが、隙を付かれて銃をはたき落とされる。銃を手にしたマイケルに撃たれながらも、コリンは肉切り包丁で彼を殺害する。へたり込んだコリンの首にアイラがナイフを突き刺す。最後の力を振り絞ったコリンはアイラを撃ち殺す。その時に肉体のコントロールを掌握していたのはターシャの方だった。
ターシャは自分の体で意識を取り戻す。彼女の隣では、彼女と同じようにガーダーが意識を取り戻しており、コリンを刺したアイラはガーダーにコントロールを奪われていた事を知る。任務後に行われる記憶の正常性のテストを受けたターシャから、以前と違い罪悪感が無くなっている様子を見たガーダーは微笑む。

## キャスト
- ターシャ・ヴォス: アンドレア・ライズボロー
- コリン・テイト: クリストファー・アボット
- マイケル・ヴォス: ロッシフ・サザーランド
- エヴァ・パース: タペンス・ミドルトン
- ジョン・パース: ショーン・ビーン
- ガーダー: ジェニファー・ジェイソン・リー
- リータ: カニーティオ・ホーン（英語版）
- エディ: ラウール・バネジャ（英語版）
- アイラ・ヴォス: ゲージ・グラハム＝アーバスノット
- ホリー: ガブリエル・グラハム（英語版）

## 製作
2018年5月13日、アンドレア・ライズボローとクリストファー・アボットがブランドン・クローネンバーグ監督の新作映画に出演することになったと報じられた。2019年2月10日、ジェニファー・ジェイソン・リー、ショーン・ビーン、ステイシー・マーティンの起用が発表された（マーティンは結局出演しなかった）。4月9日、本作の主要撮影がカナダのオンタリオ州で始まり、同年5月14日に終了した。2020年10月2日、レイクショア・レコーズが本作のサウンドトラックを発売した。

## 公開・マーケティング
2018年11月2日、ウェル・ゴー・USAエンターテインメントが本作の全米配給権を獲得したとの報道があった。2019年5月16日、本作の劇中写真が初めて公開された。2020年1月25日、本作はサンダンス映画祭でプレミア上映された。3月27日、ウェル・ゴー・USAエンターテインメントは本作のDVD販売に専念し、アメリカでの配給はネオンが担当することになったと報じられた。9月1日、本作のオフィシャル・トレイラーが公開された。10月31日、第33回東京国際映画祭で本作の上映が行われた。

## 評価
本作は批評家から高く評価されている。映画批評集積サイトのRotten Tomatoesには130件のレビューがあり、批評家支持率は92%、平均点は10点満点で7.66点となっている。サイト側による批評家の見解の要約は「ブランドン・クローネンバーグ監督はその独特な世界観を一層洗練させた。監督は『ポゼッサー』の突拍子もない設定を駆使し、観客に上質のスリルを提供している。」となっている。また、Metacriticには23件のレビューがあり、加重平均値は72/100となっている。